# Cucullia implicata
Cucullia implicata là một loài bướm đêm trong họ Noctuidae.